# Yosowilangun
Yosowilangun is een bestuurslaag in het regentschap Gresik van de provincie Oost-Java, Indonesië. Yosowilangun telt 13.357 inwoners (volkstelling 2010).